# Måndan
Måndan ist eine kleine zu Schweden gehörende Insel im Stockholmer Schärengarten.
Die mit mehreren Gebäuden bebaute Insel gehört zur Gemeinde Nacka und liegt östlich der Insel Tegelön. Nordwestlich liegt die Insel Tisdan. Måndan erstreckt sich lang von Nordwesten nach Südosten über etwa 200 Meter, bei einer Breite von lediglich bis zu 40 Metern. 
Der Name der Insel ist seit 1906 belegt und bedeutet im Deutschen Montag. Er passt sich damit in die Reihe der benachbarten Inseln ein. Von Südosten nach Nordwesten liegen die Inseln Måndan (Montag), Tisdan (Dienstag), Onsdan och Torsdan (Mittwoch und Donnerstag), Fredan (Freitag) und Lördan (Sonnabend). Eine Insel mit einem auf Sonntag bezugnehmenden Namen gibt es in der Reihe nicht. Der Grund für die ungewöhnliche Benennung ist unklar. Vermutlich ergab sich die Benennung als Fortsetzung, nach dem eine Insel, Fredan, möglicherweise mit einem Bezug auf die nordische Göttin Freya, schon früh einen Namen erhalten hatte, der sich auf einen Wochentag bezieht. Andere Vermutungen gehen dahin, dass Bauern die kleinen Inseln jeweils an dem Wochentag als Viehweide nutzten und sonntags das Vieh auf Tegelön blieb.